# 윤익헌
윤익헌(尹益憲, ? - 1951년 8월 12일은 일제강점기의이며 대한민국의 정치인, 군인이다. 해방 후에는 우익 청년단체에서 활동하다가 국민방위군의 부사령관으로 특별히 임명되었다. 그러나 국민방위군 사건에 가담하여 비리행위를 획책한 죄로 사령관 김윤근외 4명과 함께 전격 처형되었다.

## 생애
윤익헌은 경기도 용인군 출신으로, 경성제일고보를 동맹휴학 사건으로 중퇴, 중국에서 황포군관학교를 졸업하고 지청천 장군 밑에서 독립운동에 종사했다. 해방 후에는 광복청년회, 대동청년단, 한청 등에서 총무국장직을 역임했고, 김윤근과는 대동청년단 시절부터 함께 일했다.
국민 방위군 참사는 방위군 부대의 운영을 이승만의 친위조직인 대한청년단과 그 청년단을 기반으로 만들어졌던 청년방위대에게 맡겼기 때문에 저질러진 사건이었다. 사건에 관련된 국민방위군 간부들은 군사재판(당시 군법회의)에 회부되었다. 그 결과 사령관 김윤근(金潤根), 부사령관 윤익헌(尹益憲), 보급과장 박기환 등 5명에게는 사형이 언도되어, 1951년 8월 12일 야산에서 총살형이 집행되었다.
윤익헌은 중국에서 독립운동에 종사한 후 귀국하여 청년 운동에 투신하여 각종 청년단체의 총무부장을 두루 역임하였다. 그가 때때로 명분이 분명치 않게 돈을 쓴다는 의심을 받으면서도 각종 청년단체의 총무부장을 역임한 이유는 "돈을 만들어 내는데 그와 맞먹는 사람을 도저히 찾을 수가 없었기 때문이다."라는 시각이 있다.

## 같이 보기
- 국민방위군 사건
- 거창 학살 사건
- 대동청년단
- 대한청년단
- 김윤근
- 지청천
- 이승만
- 신성모
- 장택상
- 조병옥
- 6.25 전쟁